# Julia Constance Fletcher
Julia Constance Fletcher (1853 – 1938) è stata una scrittrice inglese.

## Biografia
Scrittrice e poetessa, usava nei suoi scritti uno pseudonimo maschile, George Fleming, fidanzata dapprima con un Conte, tale Lord Wentworth, storia poi finita male conobbe in seguito Oscar Wilde nella capitale italiana.

### L'incontro con Oscar Wilde
Incontrato Wilde durante il suo secondo viaggio per l'Italia, ai tempi dell'incontro con il papa Pio IX, i due fecero subito amicizia. Gite a cavallo, chiacchierate, lo conobbe fino a dedicargli uno dei personaggi dei suoi racconti, “Claude Davenant”. In lui molti atteggiamenti tipici di Wilde si riscontrano,  mentre Oscar in seguito le dedicò “Ravenna”.
Nella descrizione di Wilde affermava che egli parlava velocemente, sembrasse più giovane, aveva un'espressione incuriosita della vita, pallido e con linearmenti grandi, ed era paradossalmente mite e pieno di fuoco al tempo stesso.

## Opere
- Mirage, opera in 3 volumi (1877)

Kismet, a play.
The Light that Failed, a play